# Stéphane Galland

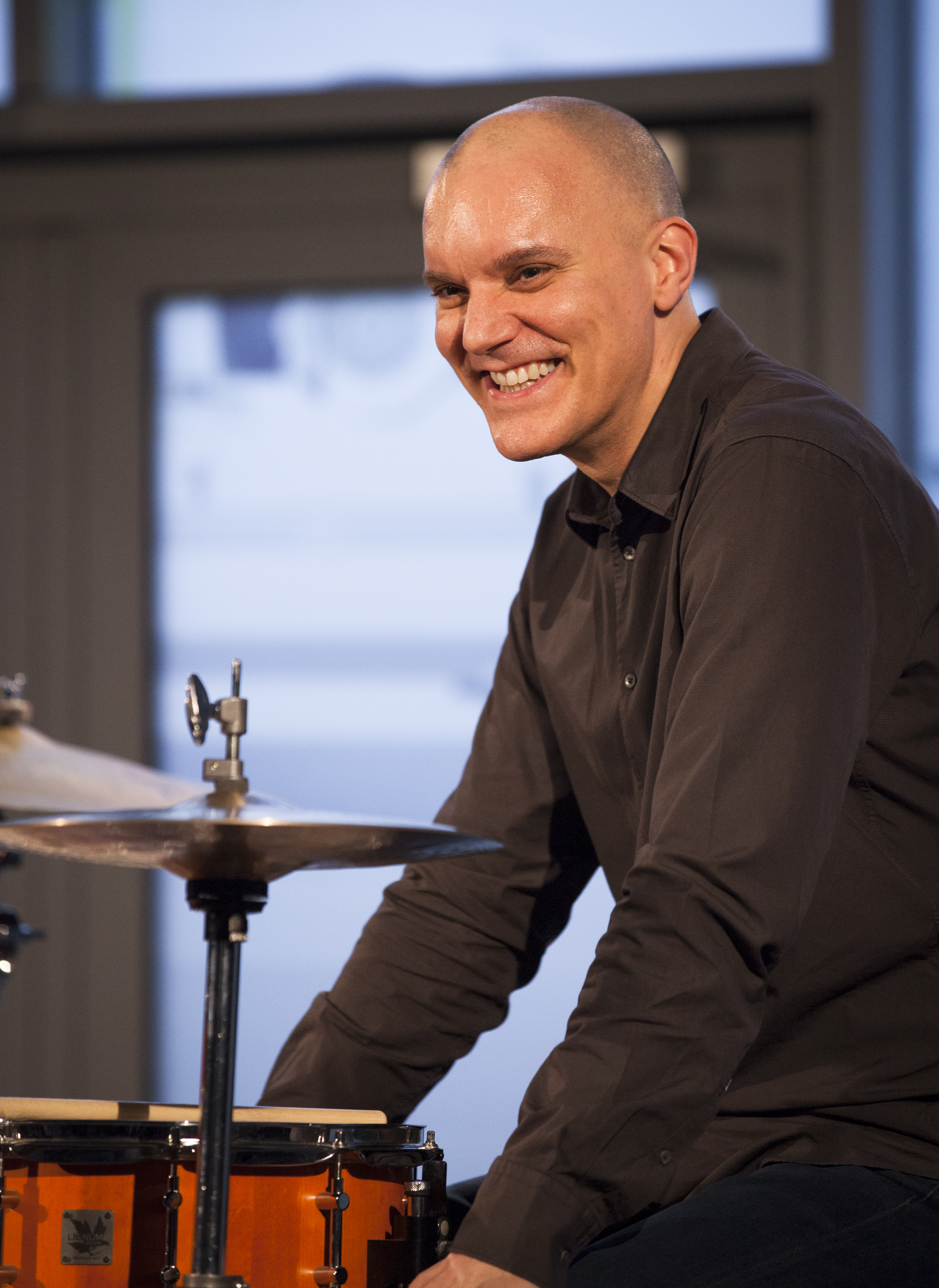
Stéphane Galland

Stéphane Galland (Sint-Agatha-Berchem, 27 oktober 1969) is een Belgische drummer.

## Biografie
Galland werd geboren in Sint-Agatha-Berchem, een gemeente van Brussel. Hij kreeg zijn eerste drumstel toen hij 3 jaar oud was. Zes jaar later, op zijn negende, begon hij aan het conservatorium van Hoei muzieklessen te volgen. Op zijn zeventiende studeert hij af voor alle klassieke hoofdvakken, dit terwijl hij gelijktijdig zijn middelbaar onderwijs afwerkte.
Vanaf zijn elfde begon Galland met andere jazzmuzikanten zoals Eric Legnini en Jean-Pierre Catoul samen te spelen. Met het Eric Legnini trio zou hij later nog twee albums uitbrengen.
In 1988, ontmoette hij gitarist Pierre Van Dormael en samen met enkele andere muzikanten richtten ze de brusselse jazz club De Kaai op. Op hetzelfde moment vormden ze de Nasa Na Band samen met Fabrizio Cassol op saxofoon en Michel Hatzigeorgiou op bas. Na het vertrek van Pierre Van Dormael en een reis naar de wouden van Centraal-Afrika, werd de band omgedoopt tot Aka Moon.
Galland is bekend om zijn creativiteit en de vanzelfsprekendheid waarmee hij zeer complexe ritmes beheerst. Hij speelt jazz, maar ook Afrikaanse muziek (hij toerde met Doudou N'Diaye Rose), klassieke muziek (hij speelde met het Luiks filharmonisch orkest) en popmuziek (met Zap Mama en Axelle Red). In 2003 toerde hij met Joe Zawinul's Syndicate, waarvan hij nu vast lid geworden is.

## Bands
- Nasa Na Band
- Aka Moon
- Eric Legnini trio
- Greetings From Mercury
- Tomas and Co
- Zap Mama
- Octurn
- Jeroen Van Herzeele
- K.D.'s Basement Party
- Variations On A Love Supreme
- Bzz Puk
- Stéphane Galland & (the mystery of) KEM

## Discografie

### Met Aka Moon
- Aka Moon (1992)
- Nzomba (1992)
- Rebirth (1994)
- Akasha vol. 1 (1995)
- Akasha vol. 2 (1995)
- Ganesh (1997)
- Elohim (1997)
- Live At Vooruit (1997)
- Live At The Kaai (1999)
- Invisible Mother (1999)
- Invisible Sun (2000)
- In Real Time (2001)
- Invisible Moon (2001)
- Guitars (2002)
- Amazir (2006)